# شکاف تبیینی
شکاف تبیینی که برای اولین بار توسط فیلسوف جزف لوین معرفی شد به این مشکل نظریه‌های فیزیکالیسم ذهن اشاره می‌کند که چطور ویژگی‌های فیزیکی باعث به وجود آمدن احساسی می‌شوند که هنگام تجربه کردن چیزی به دست می‌آوریم. جزف لوین در مقاله‌ای در سال ۱۹۸۳ برای اولین بار از عبارت شکاف تبیینی استفاده کرد و این مثال را مطرح کرد «فعال شدن سی فایبر‌ها باعث ایجاد درد می‌شود». گرچه این جمله از دیدگاه فیزیولوژیکی درست است اما کمکی نمی‌کند تا بتوانیم درک کنیم درد چه احساسی را در فرد به وجود می‌آورد.
ماهیت شکاف تبیینی هنوز مورد بحث است. برخی بر این باورند که این مشکل به خاطر توانایی‌های محدود تبیینی ماست. و اینگونه توضیح می‌دهند که یافته‌های جدید در علوم اعصاب یا فلسفه می‌تواند این شکاف را ببندد. برخی نیز بر این باورند که این شکاف یک محدودیت قطعی در توانایی‌های شناختی انسان است و یافتن اطلاعات بیشتر کمکی به بستن آن نخواهد کرد.